# Йосипівка (Бердичівський район)
Йосипі́вка (до 1946 року — Юзвин) — село в Україні, у Ружинській селищній територіальній громаді Бердичівського району Житомирської області. Населення становить 157 осіб (2001).

## Населення

### Мова
Розподіл населення за рідною мовою за даними перепису 2001 року:
| Мова       | Кількість | Відсоток |
| ---------- | --------- | -------- |
| українська | 156       | 99.36 %  |
| російська  | 1         | 0.64 %   |
| Усього     | 157       | 100 %    |

## Історія
У 1927—54 роках — адміністративний центр Йосипівської сільської ради Ружинського району.
12 червня 2020 року, відповідно до розпорядження Кабінету Міністрів України № 711-р «Про визначення адміністративних центрів та затвердження територій територіальних громад Житомирської області», територію та населені пункти Білилівської сільської ради Ружинського району включено до складу Ружинської селищної територіальної громади Бердичівського району Житомирської області.